# Коровицкий, Александр Сикстович
 Александр Сикстович Коровицкий  (1797—1864) — российский юрист, ординарный профессор Московского университета.

## Биография
Происходил из дворян Виленской губернии; родился в поместье Сколимово, находившемся на территории бывшего Подляшского воеводства, в 1795 году после 3-го раздела Польши отошедшей к Пруссии, но в 1807 году по Тильзитскому миру перешедшей к России. 
С 9 лет обучался в Дрогичинском училище, находившемся под управлением ордена пиаристов, затем — в Белостокской гимназии. После окончания гимназии поступил в Виленский университет, который окончил 28 июня 1816 года со степенью кандидата прав и был оставлен при университете для подготовки к профессуре; 25 мая 1821 года утверждён в степени магистра, 1 марта 1822 года назначен преподавателем гражданского судопроизводства в Виленском университете. В 1824—1825 годах преподавал русское и местное право, с 1826 по 1831 год преподавал русское гражданское и уголовное право. 
После закрытия Виленского университета был назначен 14 декабря 1834 года членом Комитета для ревизии свода законов западных губерний при II отделении Собственной Его Императорского Величества канцелярии. С 1 января 1838 по 1839 год состоял при Комитете для разбора и составления свода законов для Царства Польского.
В связи с учреждением в российских университетах кафедр по изучению польского законодательства он был назначен с июня 1841 года исполняющим должность экстраординарного профессора по кафедре уголовных и административных законов Царства Польского на юридическом факультете Московского университета; в июле 1845 года утверждён ординарным профессором.

## Награды
- Орден Св. Анны 3-й степени (1834).

## Сочинения
- Proces cywilny litewski. — Wilno, 1826;
- Proces graniczny. — Wilno, 1828;
- Porządek sgądzenia spraw w Rządzącym senacie i w Radzie państwa. — Wilno, 1827;
- Porządek sądowy kryminalny podług praw rossyjskich z dodaniem odmian guberniom zachodnim własciwych.— Wilno, 1831;
- Историческое обозрение Российского гражданского права.